# Беттина Кэмпбелл
Беттина Кэмпбелл (англ. Bettina Campbell, настоящее имя Элизабет Йонгкинд, нидерл. Elizabeth Jongkind, род. 25 мая 1974 года, Суринам) — нидерландская порноактриса суринамского происхождения, лауреат премии Venus Award.

## Биография
Родилась 25 мая 1974 года в бывшей голландской колонии, Суринаме. Настоящее имя — Элизабет Джонгкинд. Когда ей было 2 года, её семья переехала в Арнем в Голландию и получили нидерландское гражданство. Свободно говорит по-голландски, по-английски, по-французски и по-немецки. Владеет домом в Париже.
Дебютировала в порноиндустрии в 1996 году, в возрасте около 22 лет. Снималась для таких студий, как Private, Wicked Pictures, Pure Filth, Red Board Video, Metro, Pleasure Productions, 999 Black & Blue Productions.
В 2000 году получила две премии Venus Award в номинациях «лучшая европейская» и «лучшая международная актриса», а также победила в категории «лучшая хардкор-старлетка» на Международном фестивале эротики в Брюсселе.
Ушла из индустрии в 2003 году, снявшись в 49 фильмах.

## Премии
- 2000: Venus Award — лучшая европейская актриса[5]
- 2000: Venus Award — лучшая международная актриса[5]
- 2000: European-X-Festival in Brüssel — лучшая хардкор-старлетка